# Carbon Hill (Alabama)
Carbon Hill és una població del comtat de Walker a l'estat d'Alabama (Estats Units). Segons el cens del 2000 tenia 2.071 habitants.

## Demografia
Segons el cens del 2000, Carbon Hill tenia 2.071 habitants, 880 habitatges, i 579 famílies. La densitat de població era de 144,6 habitants/km².
Dels 880 habitatges en un 28,3% hi vivien nens de menys de 18 anys, en un 46,3% hi vivien parelles casades, en un 15,1% dones solteres, i en un 34,2% no eren unitats familiars. En el 31,9% dels habitatges hi vivien persones soles el 14,4% de les quals corresponia a persones de 65 anys o més que vivien soles. El nombre mitjà de persones vivint en cada habitatge era de 2,28 i el nombre mitjà de persones que vivien en cada família era de 2,85.
Per edats la població es repartia de la següent manera: un 22,2% tenia menys de 18 anys, un 8,3% entre 18 i 24, un 24,2% entre 25 i 44, un 27% de 45 a 60 i un 18,3% 65 anys o més.
L'edat mediana era de 41 anys. Per cada 100 dones hi havia 81,7 homes. Per cada 100 dones de 18 o més anys hi havia 77,1 homes.
La renda mediana per habitatge era de 20.861 $ i la renda mediana per família de 25.556 $. Els homes tenien una renda mediana de 23.241 $ mentre que les dones 15.170 $. La renda per capita de la població era de 12.100 $. Aproximadament el 23% de les famílies i el 24% de la població estaven per davall del llindar de pobresa.

## Educació
A nivell d'educació, aquesta ciutat està atesa per la Carbon Hill High School, una instal·lació de 430 estudiants de 9è a 12è grau. L'escola és coneguda com el primer lloc de treball per a l'entrenador de bàsquet universitari "Wimp" Sanderson, i la llar de molts jugadors de futbol universitari. La mascota de l'escola és un Buldog, i els colors són blau i blanc. L'escola és membre de la Walker County Board of Education. L'any 2002, l'edifici original de l'escola va ser destruït per un incendi. Recentment va ser substituït per un edifici nou. La Carbon Hill Elementary/Junior High School, on alguns dels estudiants van ser traslladats temporalment, va ser destruïda per un tornado F3 que va destruir gran part de Carbon Hill el 10 de novembre de 2002.

## Poblacions més properes
El següent diagrama mostra les poblacions més properes.